# Hängselklänning

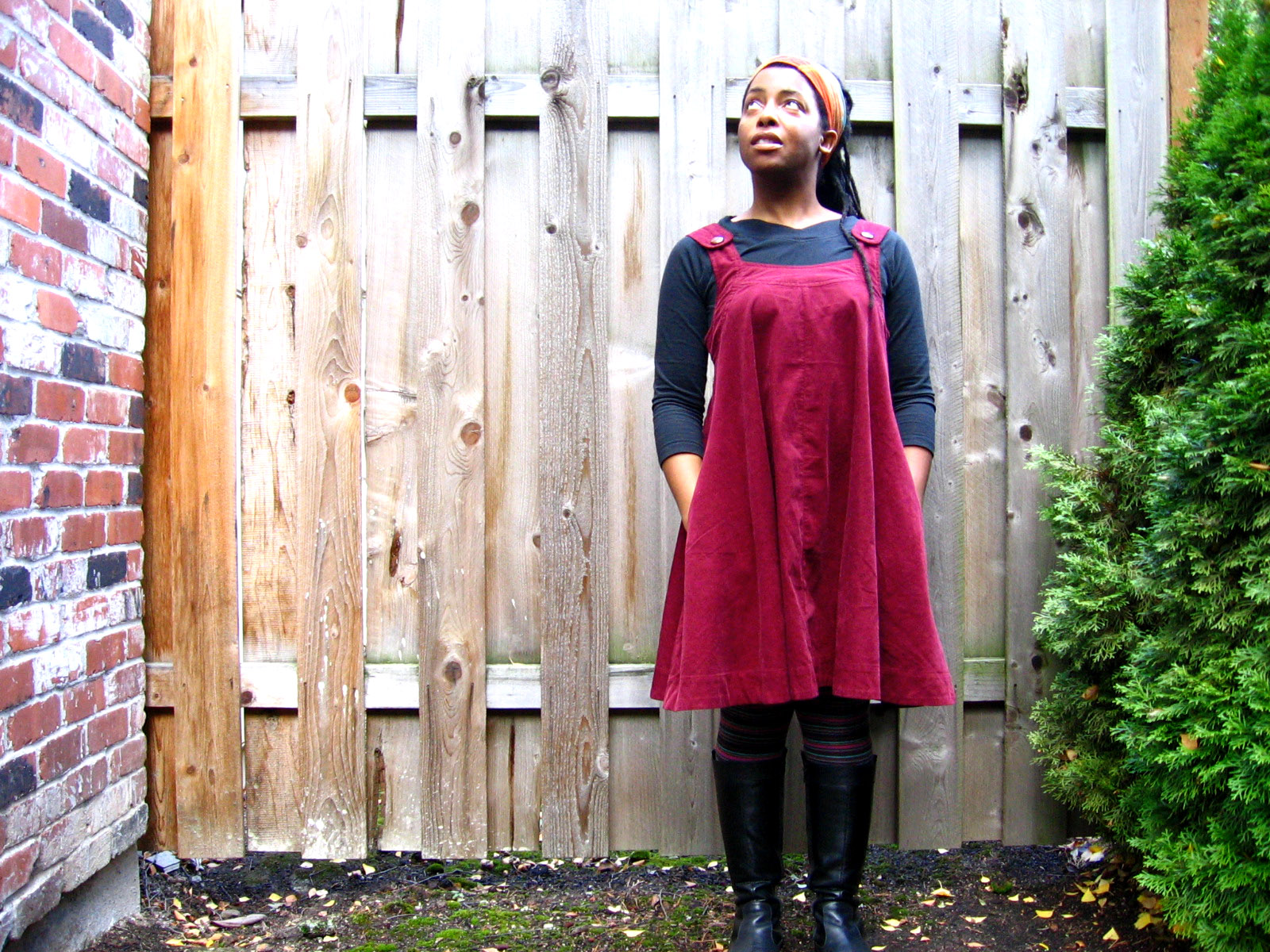
Kvinna i röd hängselklänning

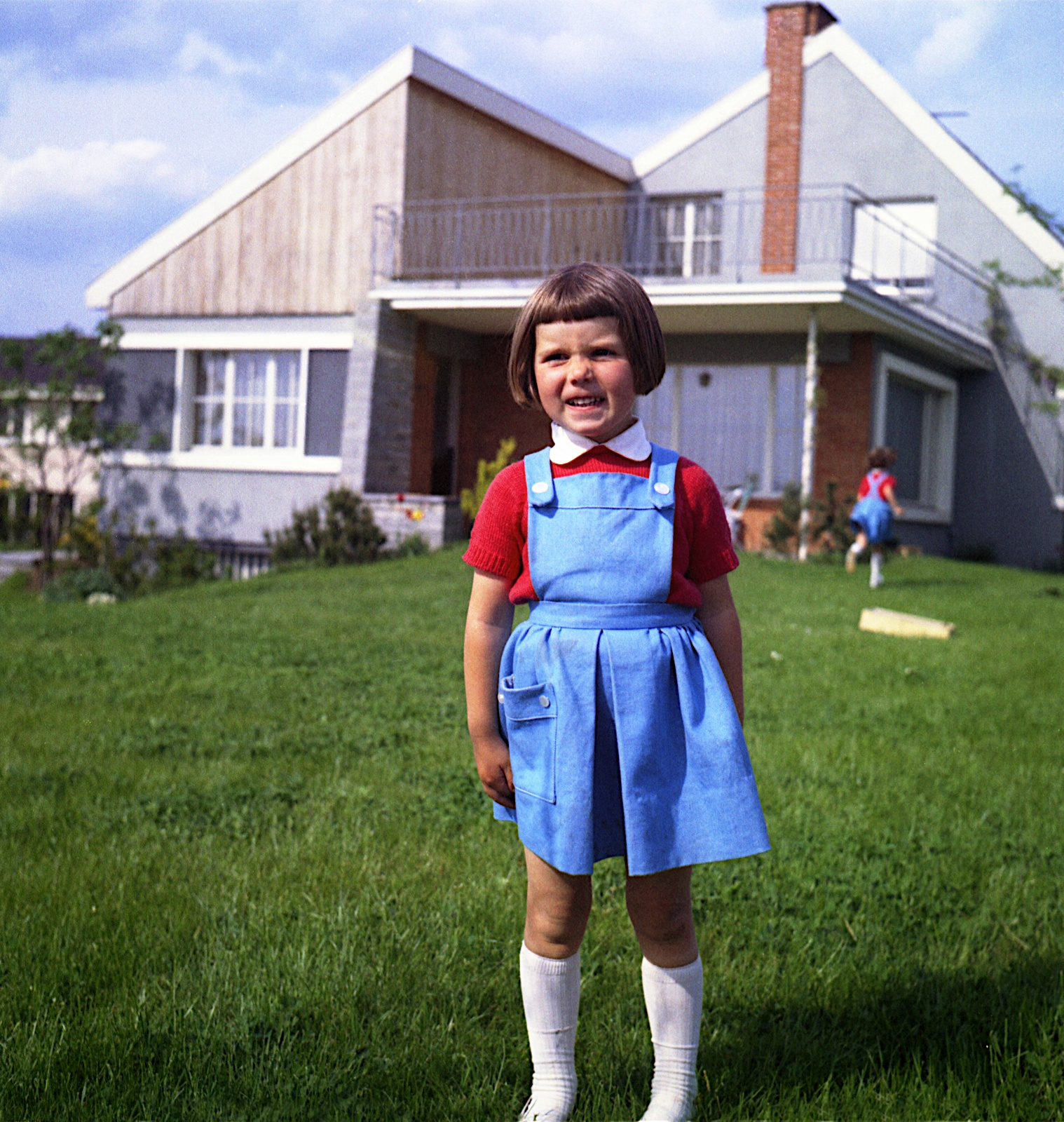
Flicka i blå snickarklänning

Hängselklänning är en ärmlös klänning avsedd att bäras över en  topp eller blus och som hålls på plats med hjälp av hängslen. En hängselklänning kan varieras genom att kombineras med olika toppar eller strumpbyxor.
En snickarklänning är en typ av hängselklänning. I sin utformning överensstämmer den med par snickarbyxor, men har en kjolliknande nederdel. Ett Karin-förkläde är öppen bak men påminner i övrigt om en hängselklänning.
Ett vikingingatida plagg för kvinnor kallas ibland för hängselklänning och tidvis för hängselkjol och behandlas vidare i artikeln om hängselkjol.

## Sarafan
En typ av hängselklänning är den ryska sarafanen som är en del av den traditionella kvinnliga folkdräkten. Den bärs ovanpå rikt ornamenterad blus.